# 해롤드 러셀

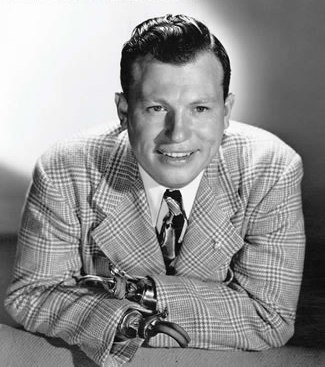

해롤드 러셀(Harold Russell, 1914년 1월 14일 ~ 2002년 1월 29일)는 캐나다의 영화배우, 작가, 텔레비전 배우이다.
시드니에서 태어났다.

## 영화
- 페이백 (1990년)
- 인사이드 무브 (1980년)
- 우리 생애 최고의 해 (1946년)